# Trados
Trados GmbH, dall'acronimo di TRAnslation & DOcumentation Software, è una software house fondata nel 1984 da Jochen Hummel e Iko Knyphausen a Stoccarda, in Germania. È nata come fornitore di servizi linguistici, ma alla fine degli anni Ottanta, in seguito allo sviluppo della tecnologia CAT (Computer Assisted Translation) e in risposta alle crescenti esigenze di mercato, ha iniziato a sviluppare programmi di traduzione assistita.
All'inizio degli anni Novanta ha messo in commercio le prime versioni per Windows di due applicazioni essenziali del programma noto oggi come SLD Trados Studio: MultiTerm (1992) e Translator Workbench (1994). La Commissione Europea ha acquistato le prime 200 licenze di MultiTerm e ha fornito in questo modo il capitale necessario a sviluppare Workbench.
Nel 1994 Matthias Heyn, linguista computazionale dell'Università di Stoccarda, si è unito ai due fondatori della società e ha creato il primo strumento di allineamento (T Align, successivamente chiamato WinAlign). Trados GmbH ha inoltre iniziato ad aprire una serie di uffici in tutto il mondo, per esempio a Bruxelles, ad Alexandria (Virginia), in Irlanda, Gran Bretagna, Francia, Svizzera e Svezia.
Il 1997 è segnato da eventi di particolare importanza; in quell'anno infatti la Microsoft ha deciso di utilizzare Trados per le proprie esigenze di localizzazione interna e ha acquistato il 20 percento delle azioni della società. In quegli anni Déjà Vu è emerso come maggiore rivale di Trados nel settore freelance. Con l'avvento di internet Trados GmbH ha iniziato la diversificazione dei pacchetti proposti. Il software era infatti diventato troppo tecnico per i traduttori freelance, ma troppo semplice per le grandi società.
Nel 2005 Trados GmbH è stata acquisita da SDL International, divenendo così SDL Trados. Dopo il rilascio della versione SDL Trados 2007, la SDL Trados ha immesso sul mercato SDL Trados Studio 2009 in occasione del venticinquesimo anniversario della fondazione della società. A ottobre 2011 è uscita la versione SDL Trados Studio 2011. Ad ottobre del 2013 è stata rilasciata la version SDL Trados Studio 2014.
SDL ha rilasciato la versione SDL Trados Studio 2015 il 30 giugno 2015.

## Quota di mercato
Secondo un sondaggio di ICU — Sondaggio sulla Traduzione di memoria del 2006, SDL Trados viene utilizzato dal 75% dei partecipanti — 51% utilizza Trados ed un ulteriore 24% SDL Trados